# Monique Morelli

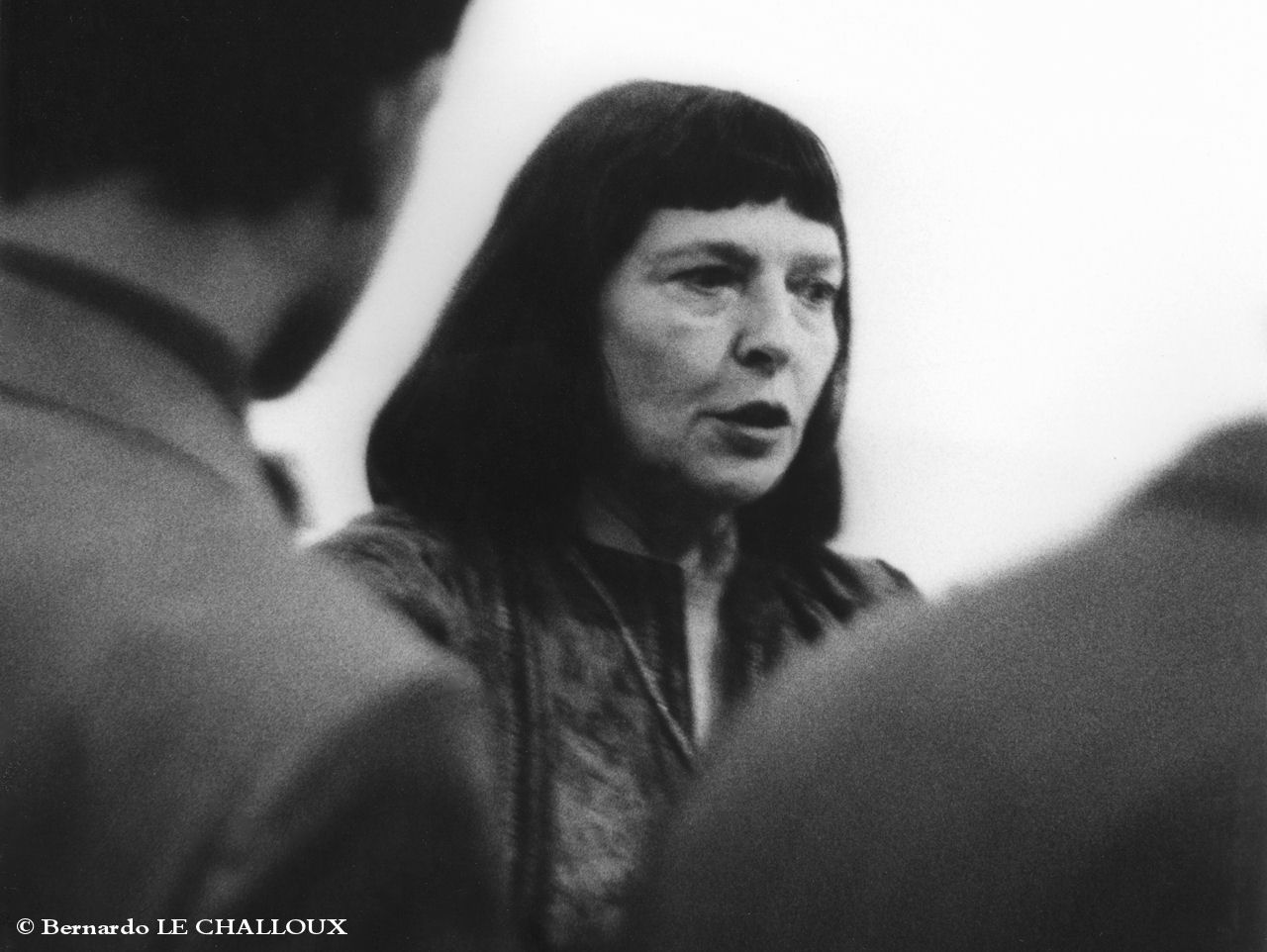
Monique Morelli 1981

Monique Morelli (* als Monique Dubois 19. Dezember 1923 in Béthune; † 27. April 1993 in Montmartre) war eine französische Chansonsängerin.

## Leben und Wirken
Monique Morelli studierte zunächst Pharmazie ohne Abschluss und zog nach Paris, wo sie im Théatre du Vieux-Colombier spielte und im Cirque d’hiver auftrat, bevor sie Chansonsängerin wurde. Sie trat im La Rose Rouge 1949 auf und danach in Cabarets am Montmartre.
Sie war mit dem Komponisten Lino Léonardi verheiratet, von dem sie auch Kompositionen interpretierte. Ihr erstes Album von 1957 war eine Hommage an die Sängerin Frénel.
1962 eröffnete sie ihr eigenes Kabarett Chez Ubu (Rue du Chevalier-de-La-Barre 23, Montmartre), das 1969 geschlossen wurde. Im selben Jahr trat sie in den Vorkonzerten von Georges Brassens im Bobino auf. 1972 spielte sie die La Carline in der Fernsehserie Mandrin um eine Diebesbande, die die Steuereinnehmer von Ludwig XV. ausraubt (Regie Philippe Fourastié, Drehbuch und Lieder von Albert Vidalie, der ihr auch Chansons widmete), 1973 in Vivre ensemble von Anna Karina und 1980 in Cauchemar von Noël Simsolo. Danach zog sie sich zurück. 1979 trat sie im Café-Théâtre Le Ruisseau in Saint-Félicien (Ardèche) auf.
Auf bis 1981 erschienenen Alben interpretierte sie Gedichte von Pierre Mac Orlan (so La ville morte über einen Besuch auf einem Friedhof), Louis Aragon, Francois Villon (1974), Tristan Corbière, Pierre de Ronsard, Francis Carco, Jehan Rictus, Gaston Couté, Léo Ferré, Jean Clamecy und Katia Granoff.
Als Theaterschauspielerin spielte sie 1968 in Limoges in Le diable et le bon dieu von Jean-Paul Sartre und 1975/76 in Barbe-bleue et son fils imberbe von Jean-Pierre Bisson.
Sie war Officier des Arts et des Lettres und erhielt Auszeichnungen der Académie Charles-Cros für ihr erstes Album mit Chansons von Aragon von 1961 und ihr zweites Album mit Chansons von Pierre Mac Orlan von 1968 und sie erhielt eine Auszeichnung der Académie du Disque Français für ihr Ronsard-Album von 1978.